# Carbajal de Valderaduey
Carbajal de Valderaduey es una localidad española perteneciente al municipio de Villazanzo de Valderaduey, en la provincia de León, comunidad autónoma de Castilla y León.

## Geografía

### Ubicación
| Noroeste: Velilla de Valderaduey | Norte: Velilla de Valderaduey  | Noreste: San Andrés de la Regla |
| Oeste: Mozos de Cea              |                                | Este: San Andrés de la Regla    |
| Suroeste Valdescapa de Cea       | Sur: Villazanzo de Valderaduey | Sureste: Villadiego de Cea      |

## Demografía
Evolución de la población
| Gráfica de evolución demográfica de Carbajal de Valderaduey entre 2000 y 2014 |
|                                                                               |
| Población de derecho (2000-2014) según el padrón municipal del INE            |